# ألكسندر بابورين
ألكسندر بابورين Alexander Evgenyevich Baburin (ولد في 19 فبراير 1967) لاعب شطرنج روسي أيرلندي يحمل لقب أستاذ كبير.
- ولد في مدينة غوركي ويقيم منذ عام 1993 في دبلن في أيرلندا.
- يرأس تحرير مجلة الشطرنج «تشيس توداي».
- توج بطلاً لأيرلندا عام 2008.
- من أشهر انتصاراته ضد فيسيلين توبالوف.
- بلغ تصنيف إيلو خاصته 2458 نقطة في يناير 2018.

## وصلات خارجية
- ألكسندر بابورين على موقع الاتحاد الدولي للشطرنج (الإنجليزية)
- ألكسندر بابورين على موقع مباريات الشطرنج (الإنجليزية)
- ألكسندر بابورين على موقع 365Chess.com (الإنجليزية)
- ألكسندر بابورين على موقع Chesstempo.com (الإنجليزية)
- ألكسندر بابورين على موقع الاتحاد الأمريكي للشطرنج (الإنجليزية)
- ألكسندر بابورين سجل أولمبياد الشطرنج على موقع OlimpBase.org (الإنجليزية)